# Peugeot 508
El Peugeot 508 es un automóvil de turismo del segmento D producido por el fabricante de automóviles francés Peugeot desde la primera mitad del año 2011. Se fabrica en Francia, y en China para el mercado asiático. Entre sus rivales se encuentran el Citroën C5, el Ford Mondeo, el Honda Accord, el Hyundai Sonata, el Kia Optima, el Mazda 6, Opel Insignia, los Renault Laguna y actualmente el Talismán, Subaru Legacy, el Toyota Avensis y el Volkswagen Passat.
Sustituyó tanto al Peugeot 407 como al Peugeot 607, mientras la saga del dígito 6 no tenga sucesor. De ahí que Peugeot haya elegido como primer dígito al 5, que se había usado por última vez en el Peugeot 505 lanzado en 1979 y reemplazado a fines de la década de 1980 por los ancestros del 407 y el 607: el Peugeot 405 y el Peugeot 605.
En 2018 se pone a la venta la segunda generación del modelo, el cual se le da una nueva imagen pasando de ser una berlina sedán a ser una berlina liftback, siendo la primera vez que Peugeot realiza este tipo de carrocería incluyendo la quita puerta desde el Peugeot 309.

## Primera Generación (2011-2018)
El 508 se anticipó como prototipo en el Salón del Automóvil de Ginebra de 2010 bajo la denominación «5 by Peugeot», y el modelo de serie se estrenó en el Salón del Automóvil de París de ese año. Se ofrecía con carrocerías sedán de cuatro puertas y familiar de cinco puertas
En el año 2015 sufre un pequeño restyling que afecta al frontal y a las ópticas traseras.

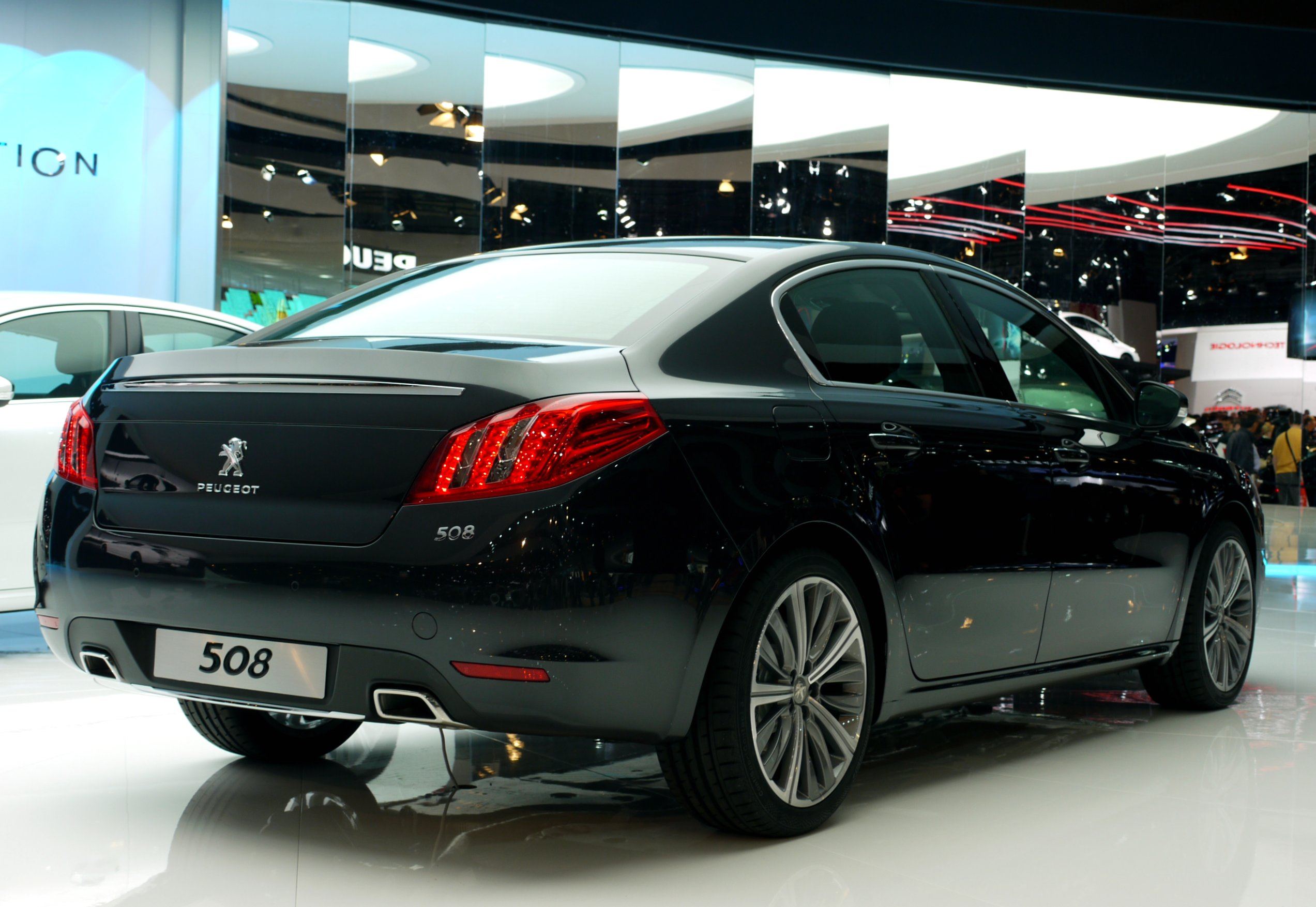
Peugeot 508 Berlina
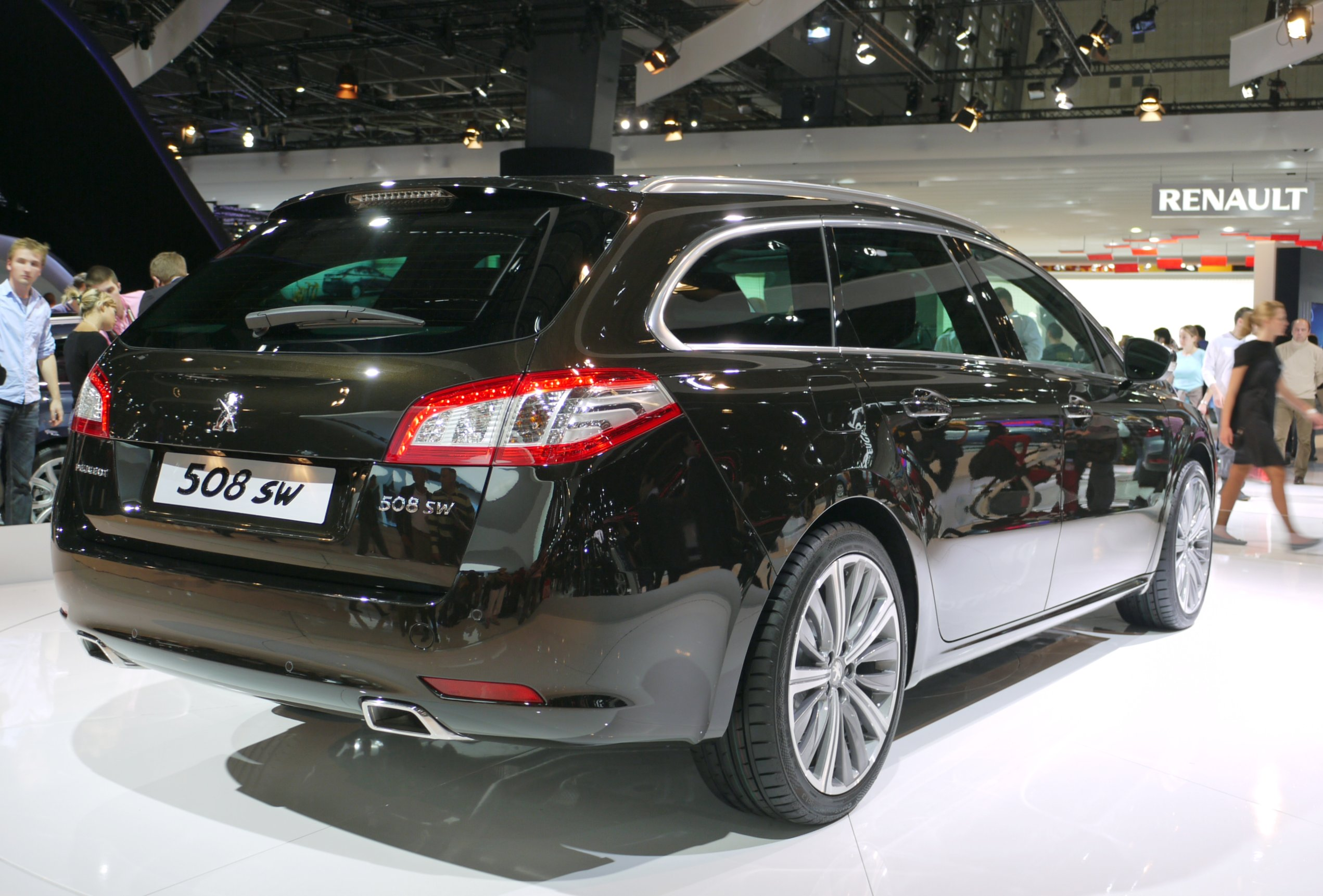
Peugeot 508 Familiar
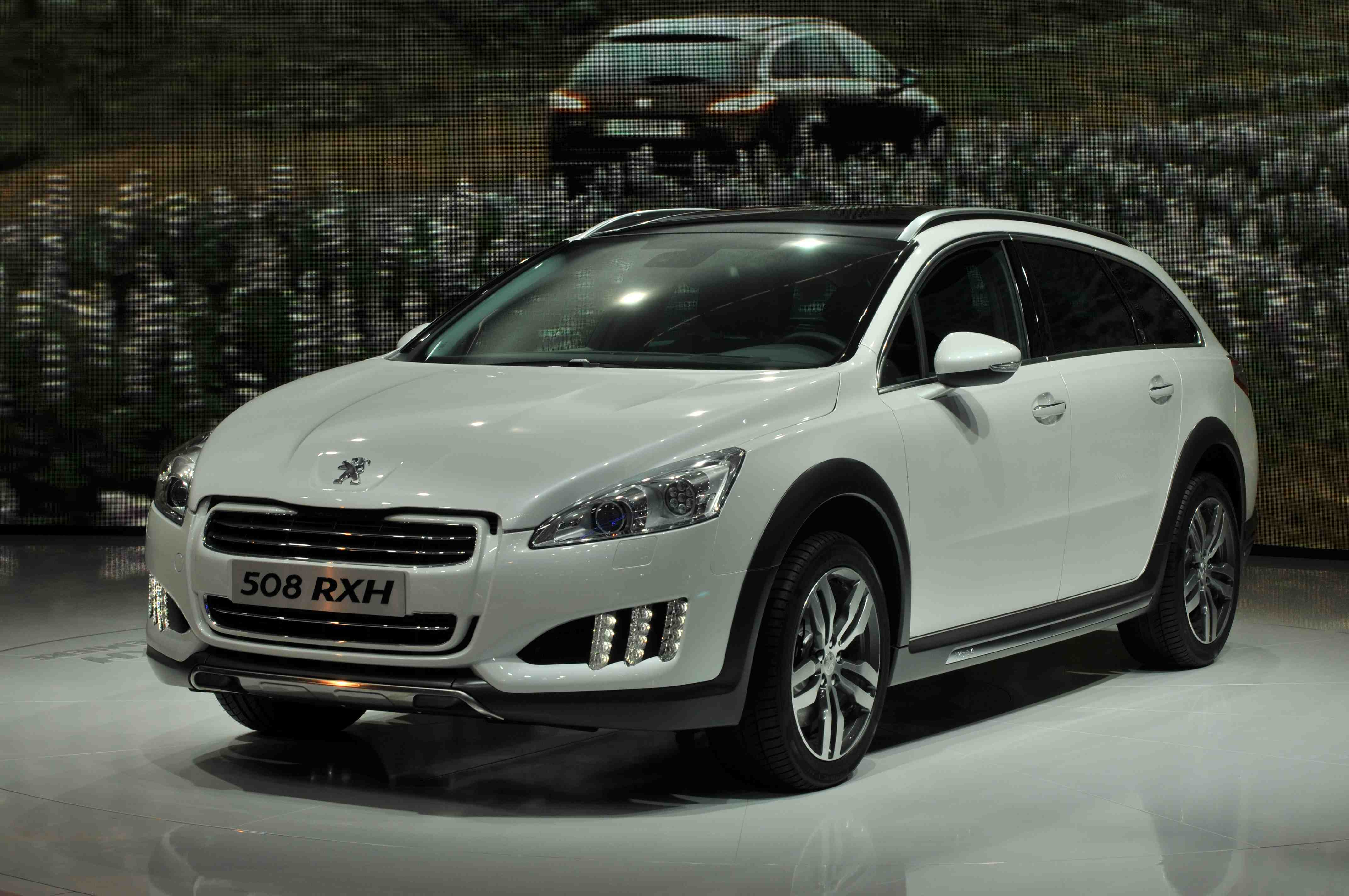
Peugeot 508 RXH
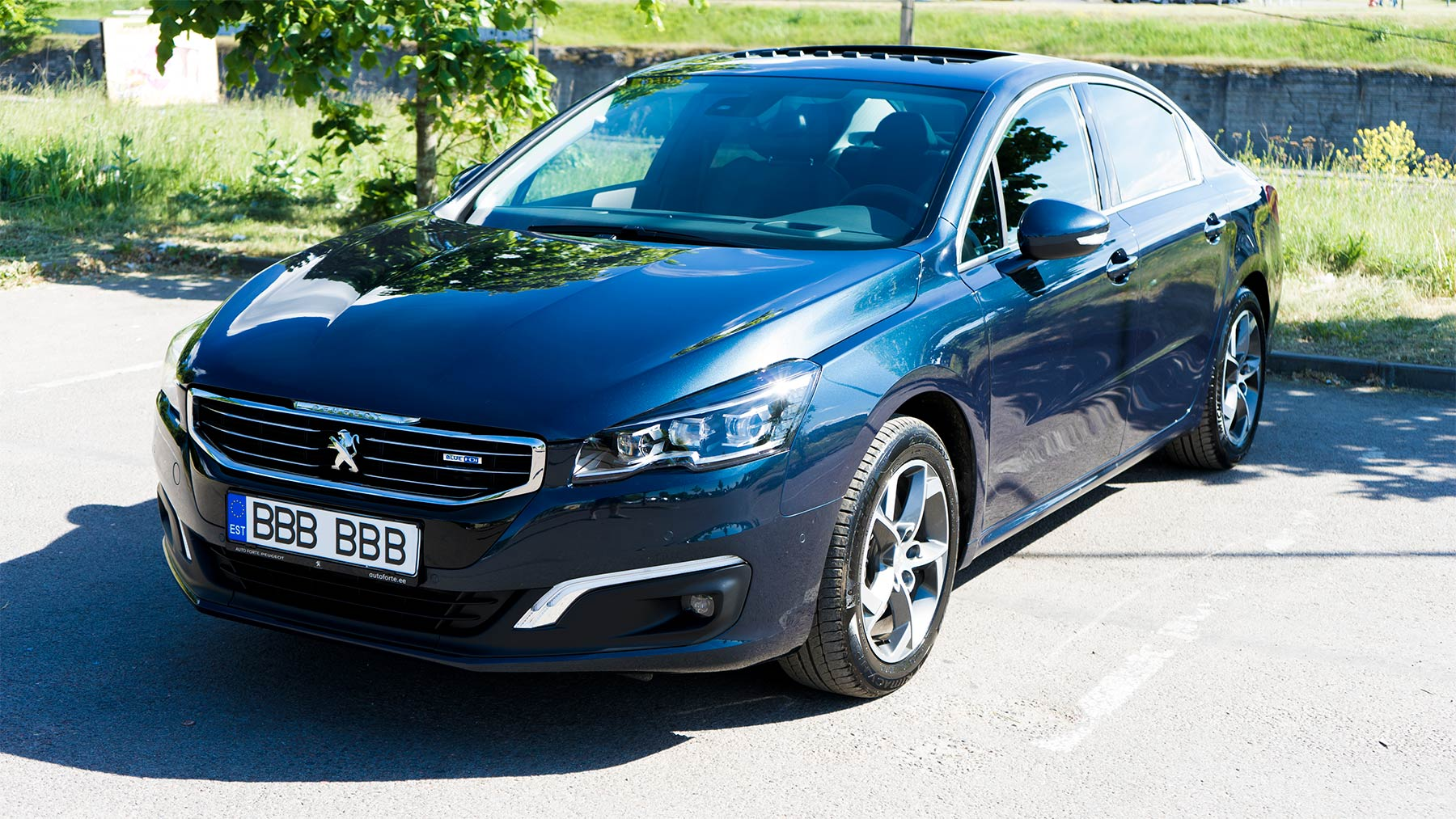
Peugeot 508 nuevo frontal 2015
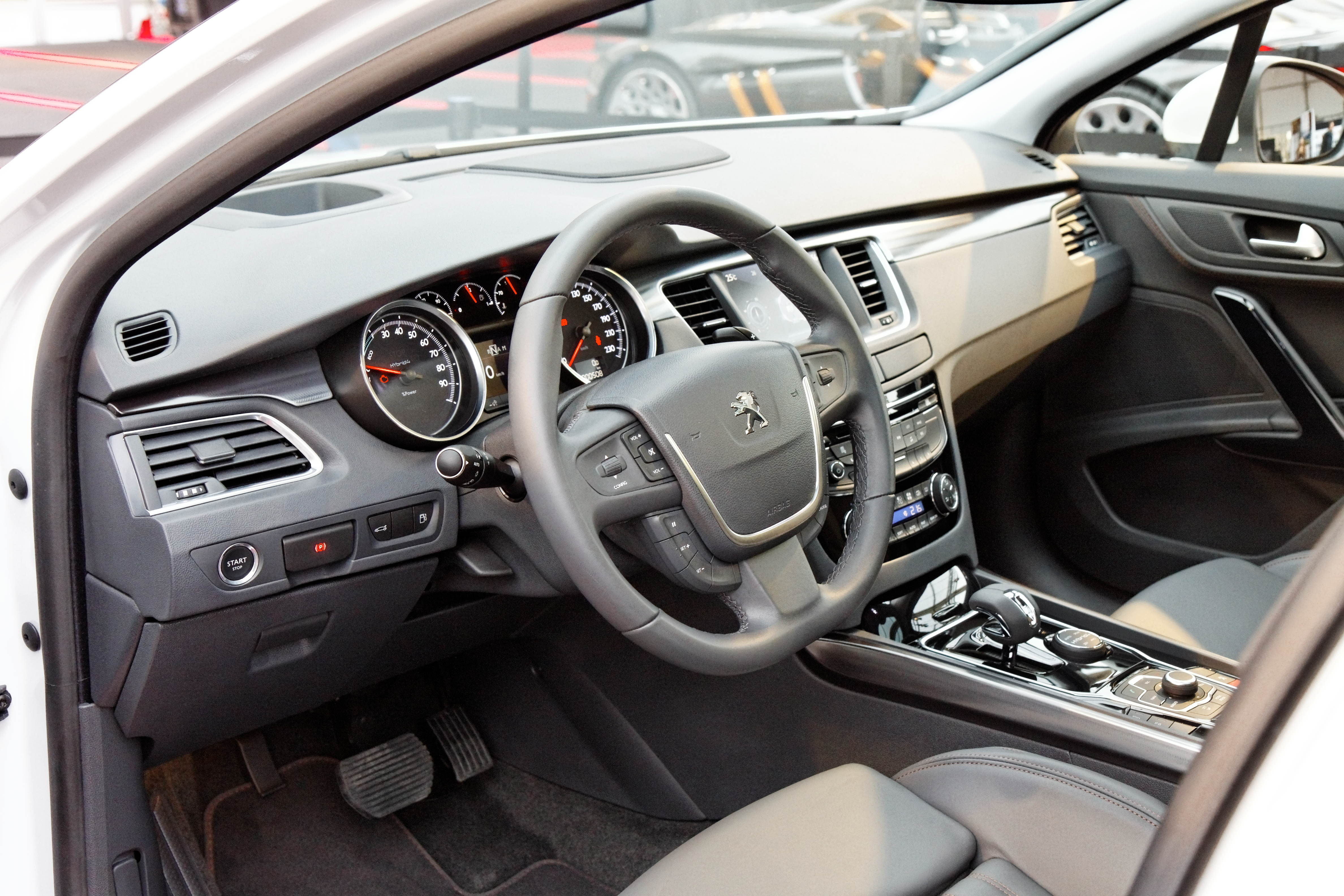
Peugeot 508 interior, nótese el diseño exageradamente retro del instrumental y volante tan deliciosamente alejado de las sobrecargas de esta época

### Motores
La gama de motores del 508 comprende únicamente unidades de cuatro cilindros en línea.
- Los gasolina son un 1,6 litros atmosférico de 120 CV y un 1,6 litros turboalimentado de 156 CV.
- Los diésel son un 1,6 litros en variantes de 112 y 140 CV, un 2,0 litros de 167 o 180CV, y un 2,2 litros de 204 CV.

Existe en los concesionarios una versión con sistema de propulsión híbrido como el del Peugeot 3008.

### Prototipos
- 5 by Peugeot

El 508 se presentó por primera vez en el salón Salón de Ginebra de 2010 en forma de concept con el nombre 5 by Peugeot

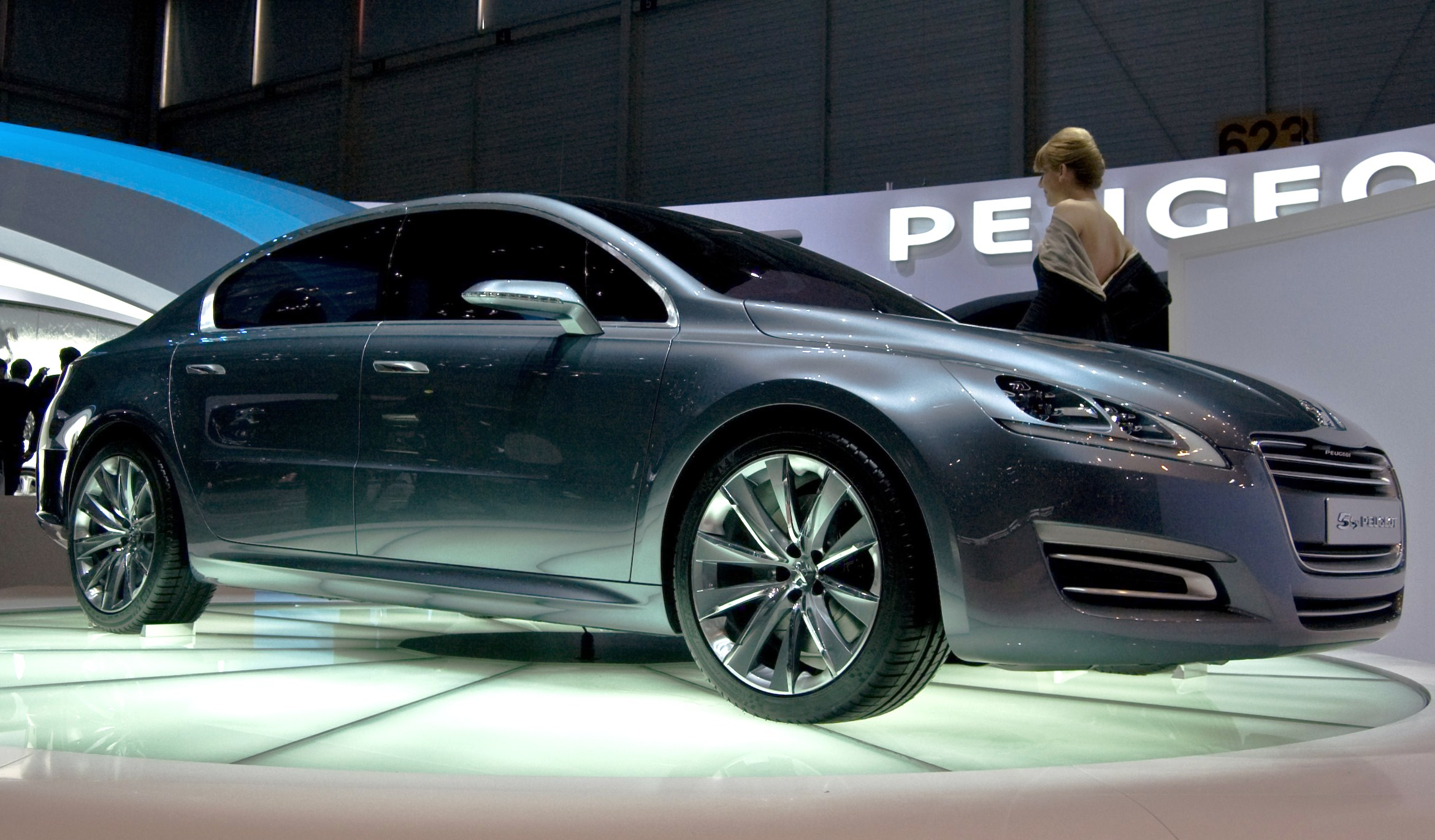
5 by Peugeot
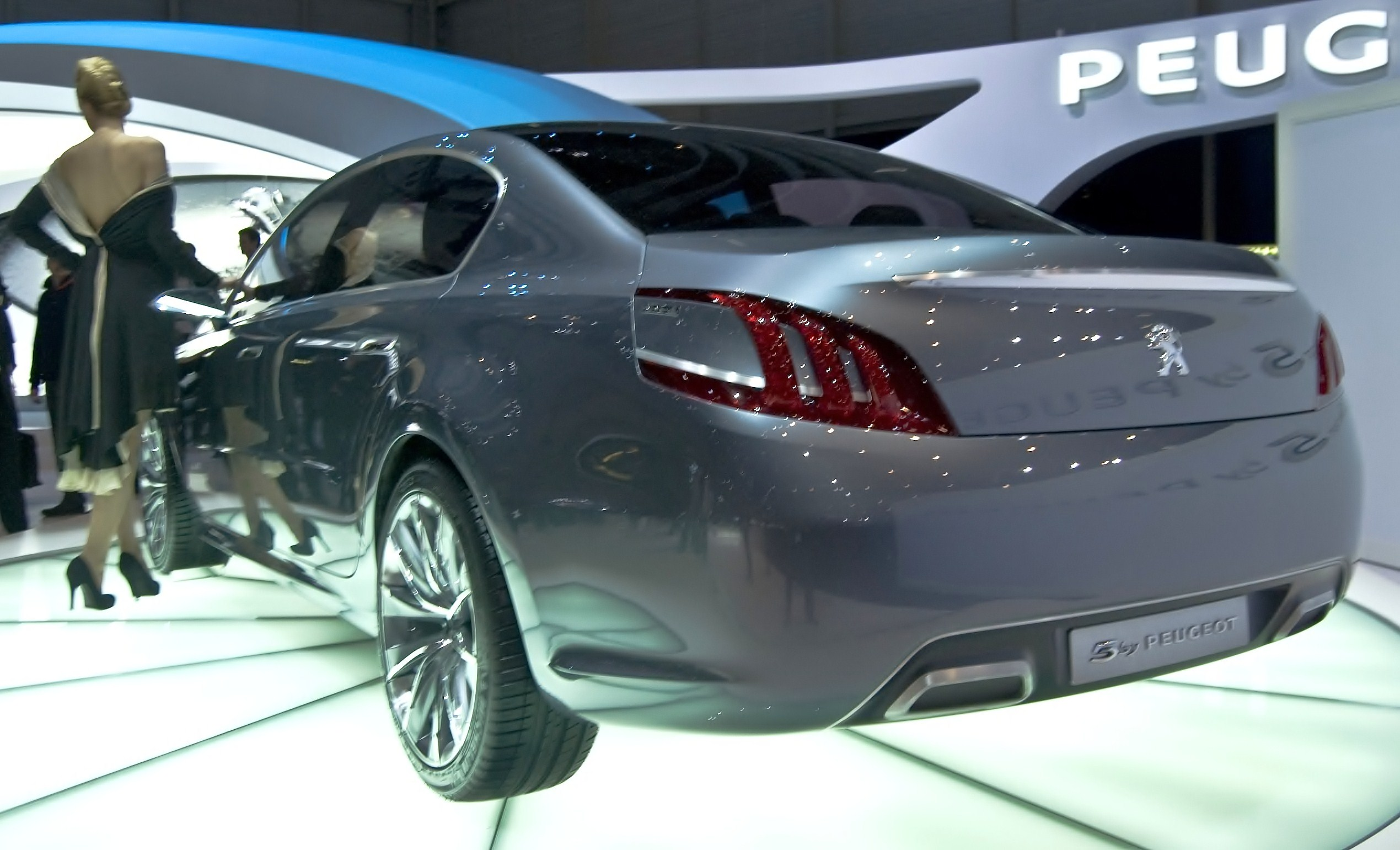
5 by Peugeot trasera

- Peugeot 508 RXH Castagna

En 2014 se presentó el prototipo Peugeot 508 RXH Castagna, el modelo destaca en la pintura bicolor verde agrisado / granate interiormente destaca mucho la madera y el color marrón verde del salpicadero y asientos.

## Segunda generación (2018-presente)
La segunda generación del 508, el liftback premium de Peugeot, se presentó al público en el Salón del Automóvil de Ginebra en su variante sedán, mientras que la versión familiar se mostró en el Salón del Automóvil de París de ese año.
Su diseño está claramente inspirado en los nuevos lanzamientos de la marca del león. Para esta nueva edición, Peugeot ha querido dotar de más personalidad al conjunto dándole un aspecto más deportivo y estilizado. Con esto se consigue reforzar además el carácter innovador de la marca, que ha sabido revolucionar el segmento con este 508.
Para esta berlina, los diseñadores se han centrado en equilibrar las proporciones, uno de los puntos débiles de la anterior edición. Esto le da un aspecto mucho más deportivo y atractivo para los más jóvenes. Entre estas novedades se pueden destacar las puertas sin marco y los acabados al detalle. Contribuyendo a la innegable elegancia del automóvil. También se han introducido mejoras en aspectos como la estabilidad (otro de sus puntos flacos), ahora cuenta con una ejemplar estabilidad sobre todo en carretera, todo esto ayudado por la nueva suspensión ajustable, que aporta una agradable sensación de comodidad y precisión.
Un aspecto interesante es que el maletero, aun siendo ligeramente más pequeño que en la generación anterior, se ve compensado por la practicidad de una quinta puerta. Aún con la caída posterior del techo al estilo coupé, se cuenta con un espacio generoso en las plazas traseras.
El interior cuenta con el ya clásico PEUGEOT I-Cockpit (volante pequeño, cuadro de instrumentos digital similar al del 3008, y una novedosa pantalla táctil capacitiva de 10" en HD) y con unas grandes butacas bastante cómodas, con masaje multipunto. Además del sistema de sonido envolvente FOCAL, que intensifica las sensaciones al conducir.
Con este cambio de filosofía, el Peugeot 508 sale a competir con el Volkswagen Arteon y otros vehículos premium como Audi A5, Mercedes-Benz Clase C y BMW Serie 4, entre otros.

### Dimensiones
Longitud: 4,75 metros 
Anchura: 1,86 metros 
Altura: 1,41 metros 
Distancia entre ejes: 2,80 metros.

### Acabados
- Active.
- Allure.
- GT Line.
- GT.

### Motores
- 1,5 litros BlueHDI de 130CV.
- 1,6 litros PureTech de 180 o 225 CV.

(Las motorizaciones 2,0 litros BlueHDI de 163 y 177 CV fueron eliminadas al no cumplir los requisitos de emisiones establecidos por la UE).

El Peugeot 508 Sport Engineered cuenta con un bloque de gasolina de 1,6 litros y dos motores eléctricos, situados uno en cada eje, formando un sistema de propulsión híbrido. De esta forma se consigue un sistema de tracción a las cuatro ruedas. Con una potencia combinada de 360 CV y una transmisión automática de ocho velocidades (EAT8), el 508 PSE puede acelerar de 0-100 km/h en 4,3 segundos y alcanzar una velocidad máxima autolimitada de 250 km/h. 

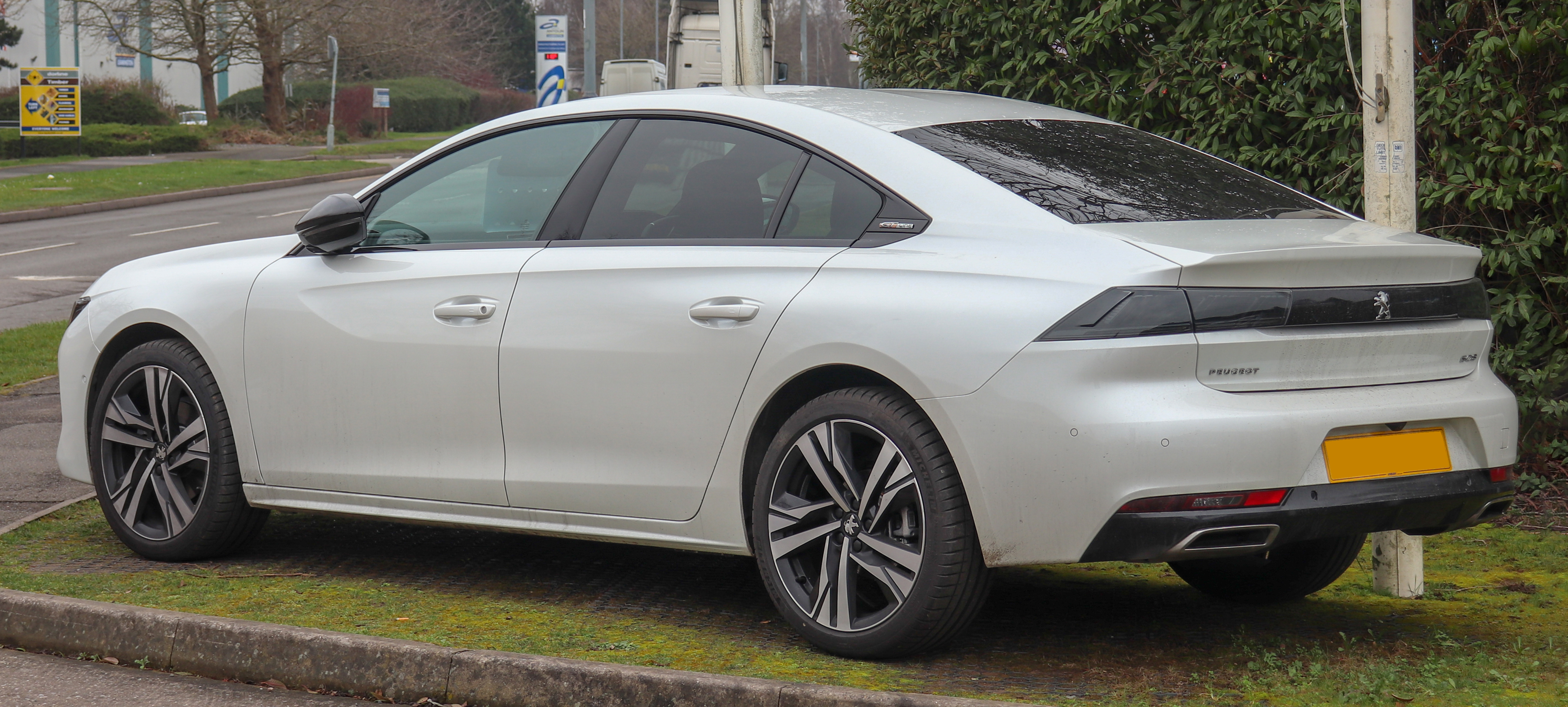
Peugeot 508 segunda generación 2018
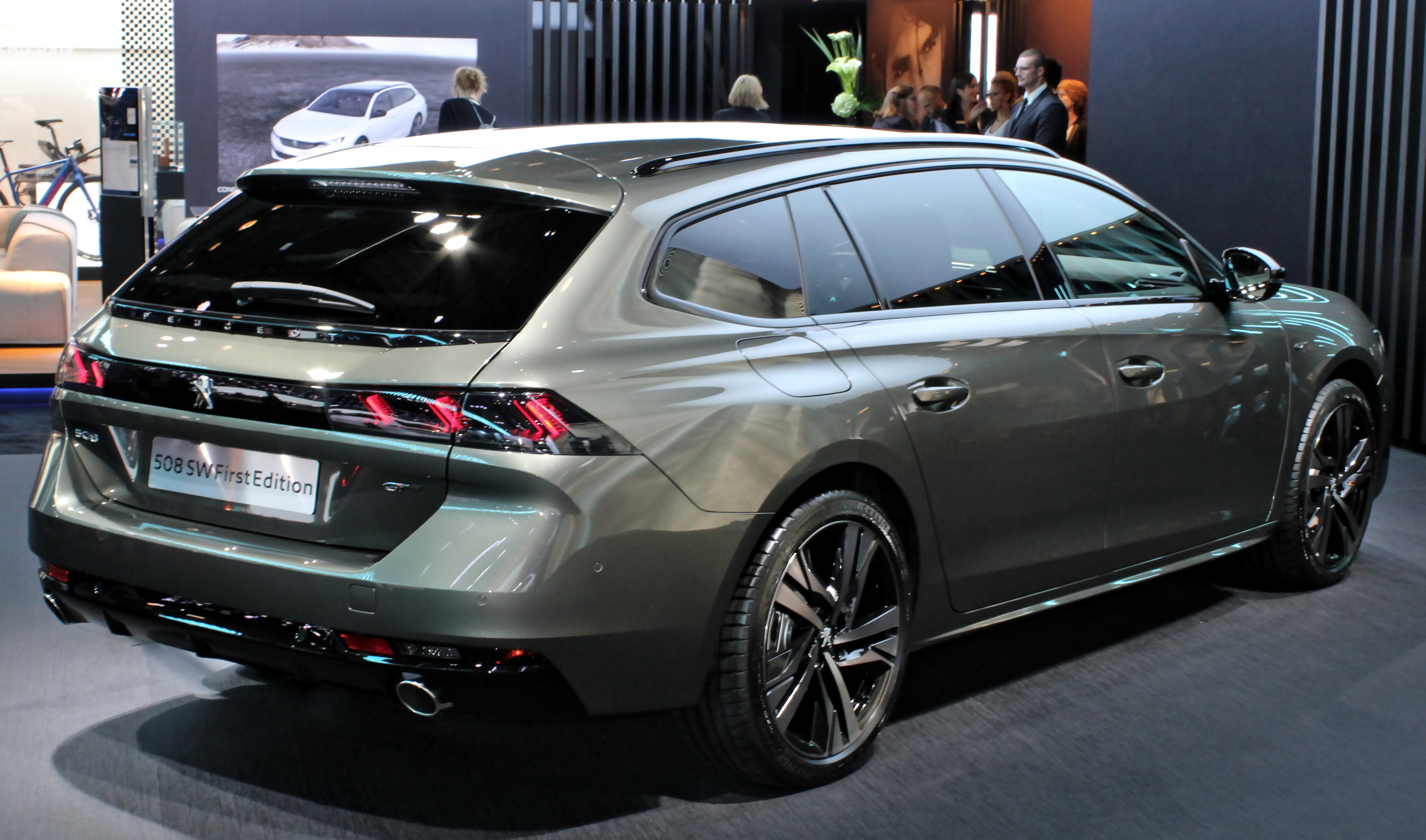
Peugeot 508 SW (2019)
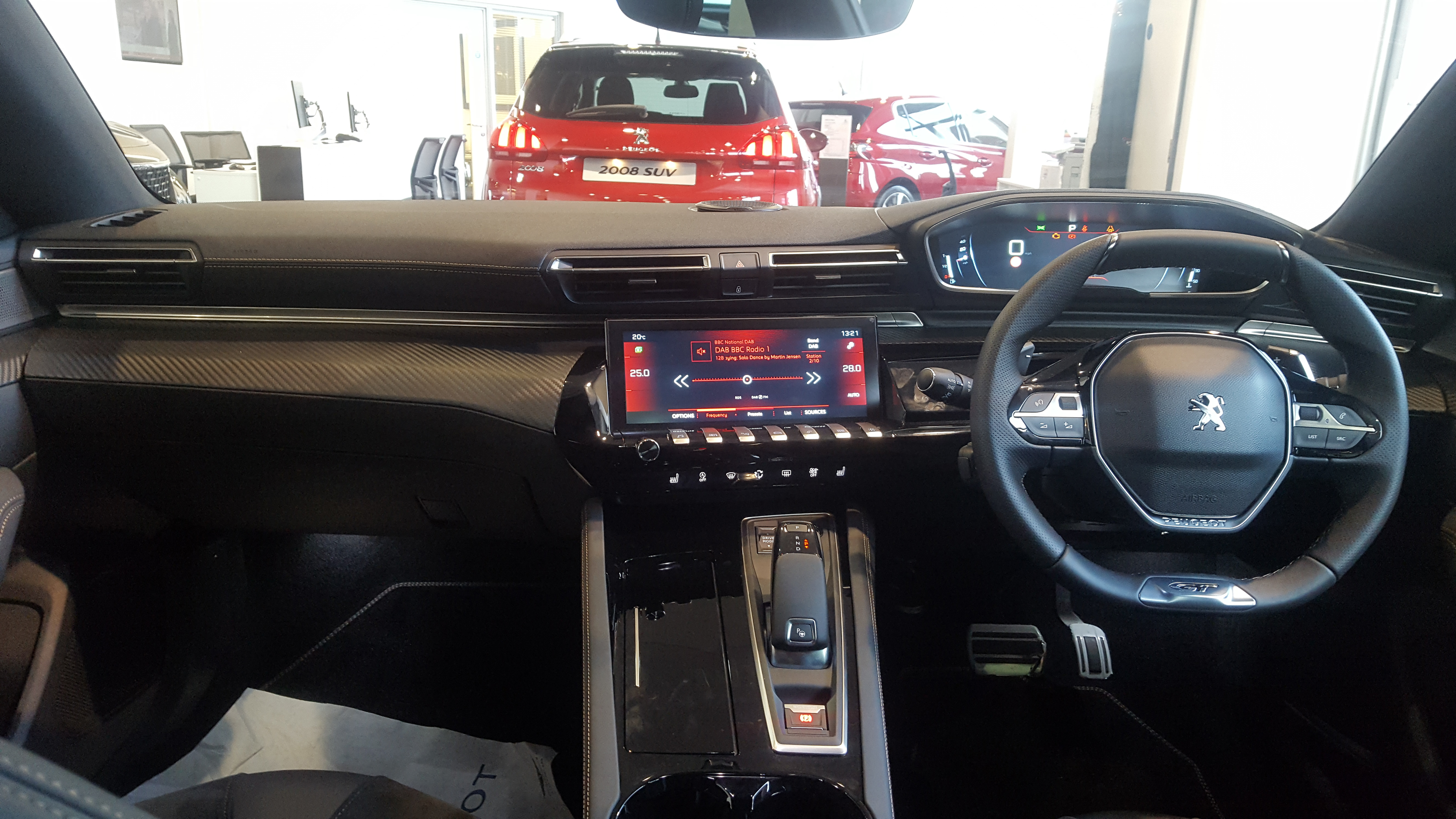
El interior del renovado 508.
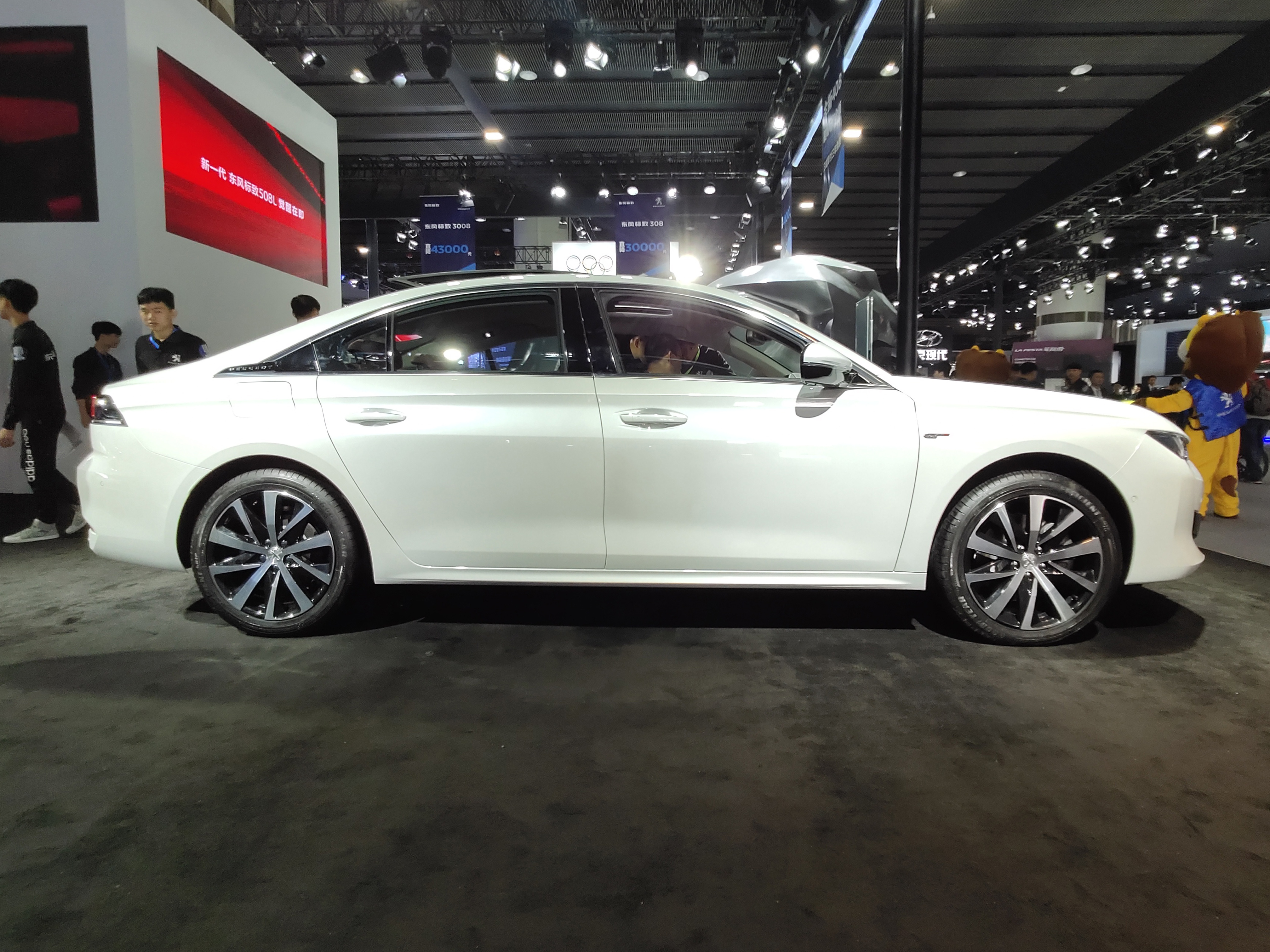
Peugeot 508L (Versión exclusiva para el continente asiático)
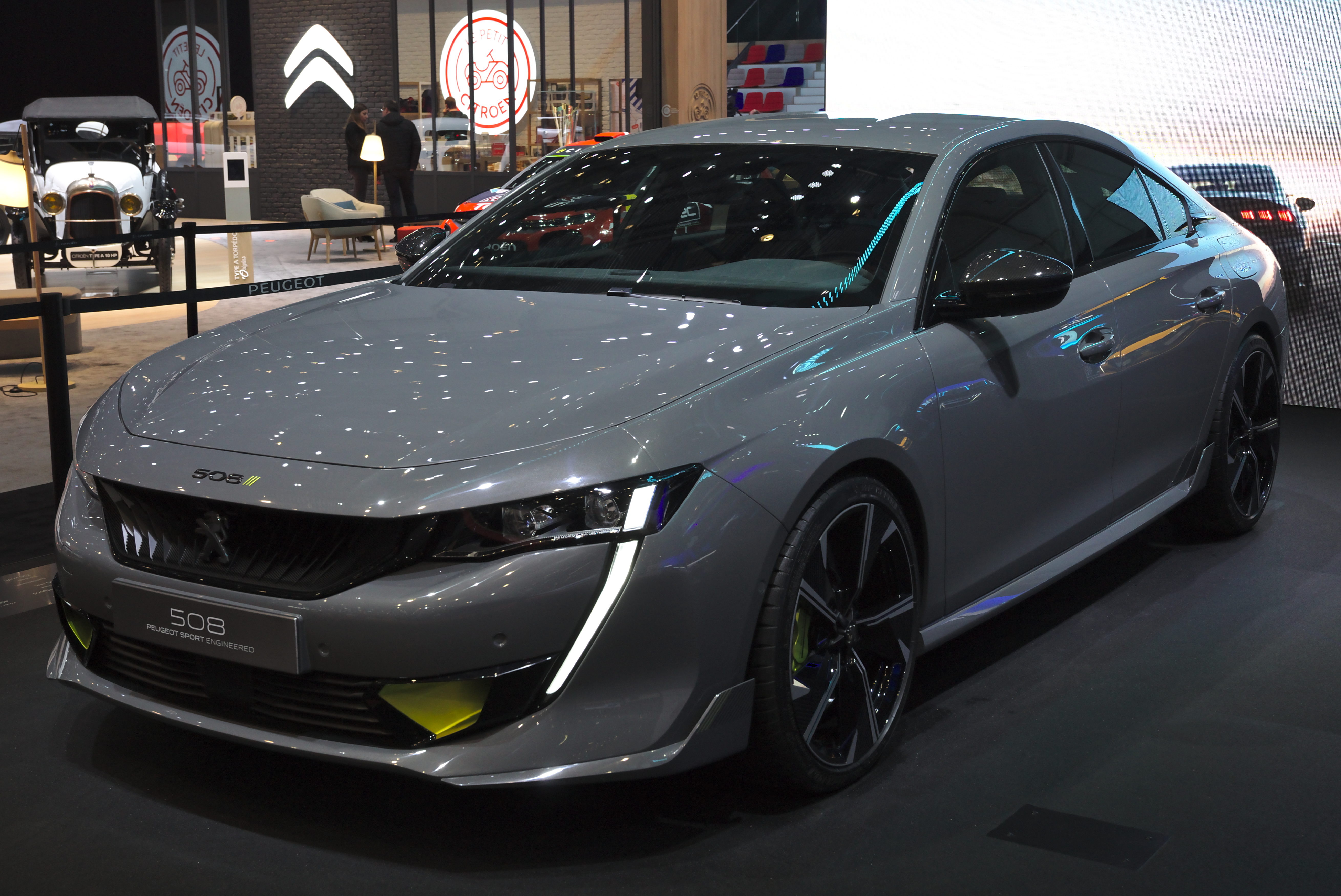
Peugeot 508 Sport Engineered Concept